# Cycas canalis
Cycas canalis — вид голонасінних рослин класу саговникоподібні (Cycadopsida).
Етимологія: від латинського canalis — «канал», з посиланням на зростання цього виду на англ. Channel Point.

## Опис
Стебла деревовиді, 3(5) м заввишки, 7–14 см діаметром у вузькому місці. Листки сині (старіючи стають яскраво-зеленими), напівглянсові, довжиною 60–105 см. Пилкові шишки яйцевиді, оранжеві, довжиною 15–22 см, 8–12 см діаметром. Мегаспорофіли 16–25 см завдовжки, сіро-повстяні і коричнево-повстяні. Насіння плоске, яйцевиде, 34–40 мм завдовжки, 30–36 мм завширшки; саркотеста помаранчево-коричнева, не вкрита нальотом, товщиною 2–4 мм.

## Поширення, екологія
Країни поширення: Австралія (Північна територія). Росте на різних добре дренованих типах ґрунтів, як правило, на латеритових ґрунтових профілях у відкритому лісі або рідколіссі поруч з Eucalyptus miniata. Рослини біля узбережжя ростуть в евкаліптовому рідколіссі.

## Загрози та охорона
Загальний спад населення через руйнування середовища проживання оцінюється не менш ніж на 10 %. Пожежі та розчищенням земель є можливими загрозами. Невеликі популяції є в англ. Tjuwaliyn Hot Springs Park та англ. Flora River Nature Park.

## Систематика
В деяких джерелах розглядається як синонім Cycas lanepoolei C.A.Gardner